# Tenuto

Notation du tenuto sur une note

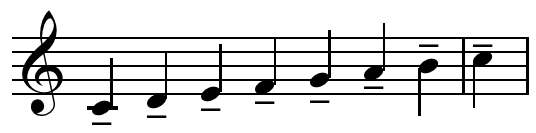
gamme diatonique de do, avec tenuto.

Dans le solfège, un tenuto (de l'italien, signifiant tenir) est un effet sur une note que l'on maintient dans le temps. C'est aussi une articulation.
Elle se note d'une barre horizontale au-dessus ou au-dessous de la note, selon la position de la hampe de celle-ci.